# Colpotrochia celeria
Colpotrochia celeria là một loài tò vò trong họ Ichneumonidae.